# Al Morgan

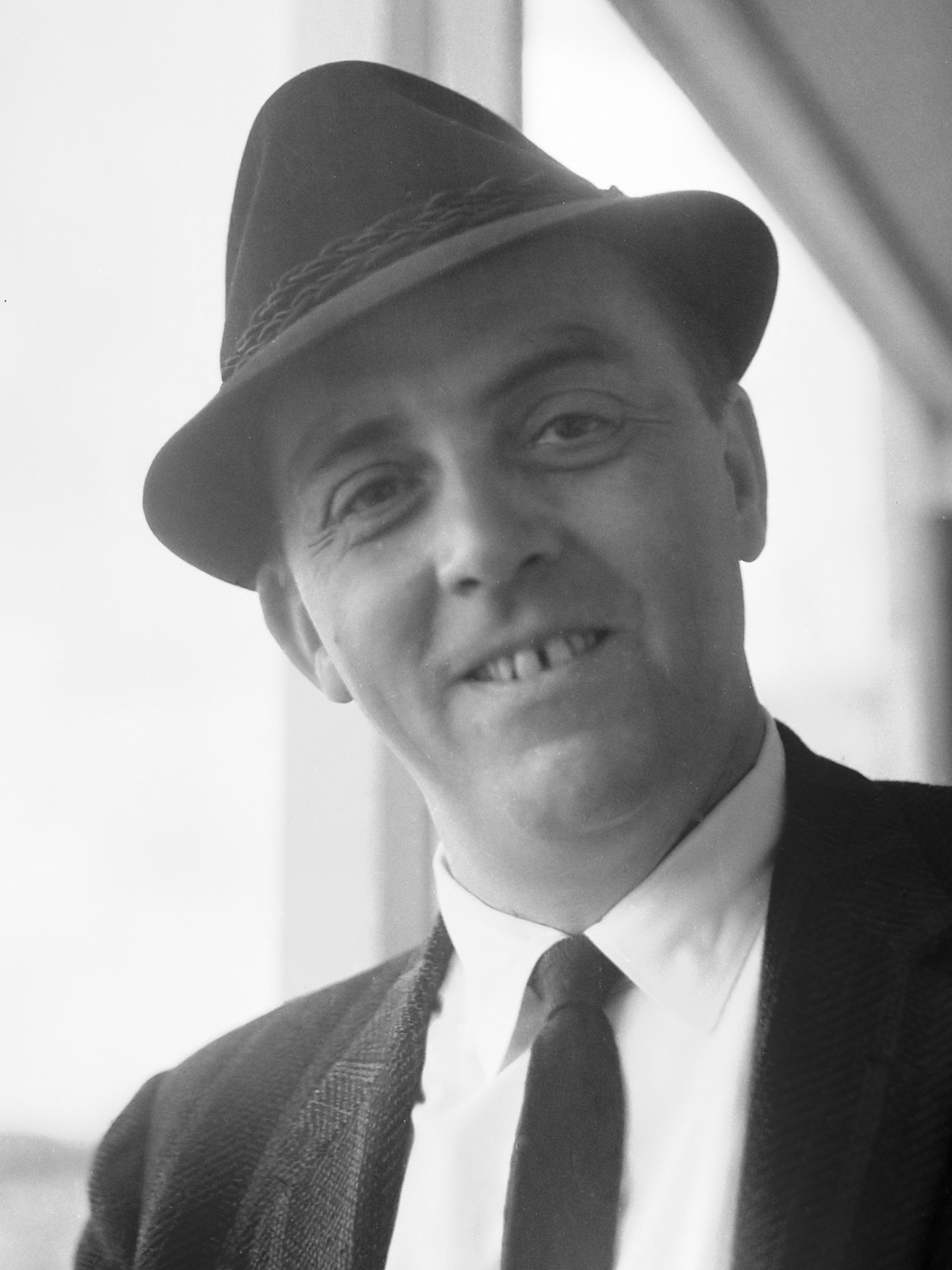
Al Morgan (1963)

Al Morgan (16 de janeiro de 1920 - 3 de março de 2011) foi um produtor de televisão norte-americano que produziu o The Today Show durante a década de 1960. Foi um romancista mais conhecido por seu olhar incisivo em personalidades da mídia.